# Denis Popov
Denis Aleksandrovič Popov (in russo Денис Александрович Попов?; Novorossijsk, 4 febbraio 1979) è un ex calciatore e allenatore di calcio russo, di ruolo attaccante.

## Statistiche

### Cronologia presenze e reti in nazionale
| Cronologia completa delle presenze e delle reti in nazionale ― Russia | Cronologia completa delle presenze e delle reti in nazionale ― Russia | Cronologia completa delle presenze e delle reti in nazionale ― Russia | Cronologia completa delle presenze e delle reti in nazionale ― Russia | Cronologia completa delle presenze e delle reti in nazionale ― Russia | Cronologia completa delle presenze e delle reti in nazionale ― Russia | Cronologia completa delle presenze e delle reti in nazionale ― Russia | Cronologia completa delle presenze e delle reti in nazionale ― Russia |
| Data                                                                  | Città                                                                 | In casa                                                               | Risultato                                                             | Ospiti                                                                | Competizione                                                          | Reti                                                                  | Note                                                                  |
| --------------------------------------------------------------------- | --------------------------------------------------------------------- | --------------------------------------------------------------------- | --------------------------------------------------------------------- | --------------------------------------------------------------------- | --------------------------------------------------------------------- | --------------------------------------------------------------------- | --------------------------------------------------------------------- |
| 6-6-2001                                                              | Lussemburgo                                                           | Lussemburgo                                                           | 1 – 2                                                                 | Russia                                                                | Qual. Mondiali 2002                                                   | -                                                                     | 52’                                                                   |
| 15-8-2001                                                             | Mosca                                                                 | Russia                                                                | 0 – 0                                                                 | Grecia                                                                | Amichevole                                                            | -                                                                     | 74’                                                                   |
| 21-8-2002                                                             | Mosca                                                                 | Russia                                                                | 1 – 1                                                                 | Svezia                                                                | Amichevole                                                            | -                                                                     | 57’                                                                   |
| 16-10-2002                                                            | Volgograd                                                             | Russia                                                                | 4 – 1                                                                 | Albania                                                               | Qual. Euro 2004                                                       | -                                                                     | 64’                                                                   |
| 7-6-2003                                                              | Basilea                                                               | Svizzera                                                              | 2 – 2                                                                 | Russia                                                                | Qual. Euro 2004                                                       | -                                                                     | 46’                                                                   |
| Totale                                                                |                                                                       | Presenze                                                              | 5                                                                     |                                                                       | Reti                                                                  | 0                                                                     |                                                                       |

## Palmarès

### Club
- Campionato russo: 1

CSKA Mosca: 2003
- Supercoppa di Russia: 1

CSKA Mosca: 2004

### Individuale
- Capocannoniere della PFN Ligi: 1

2008 (24 reti)